# Luigi Martignon

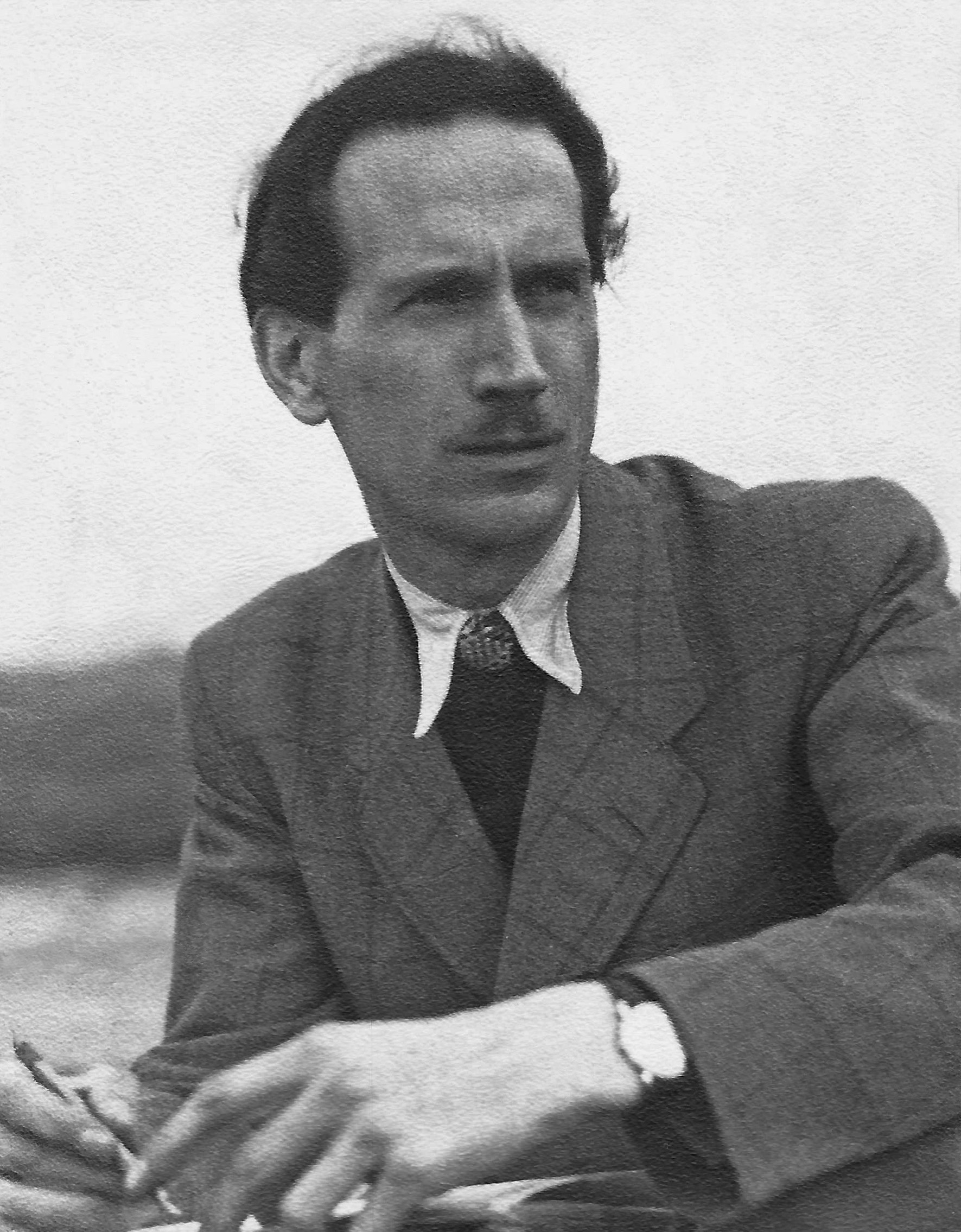
Luigi Martignon in Deutschland im Jahr 1944

Luigi Martignon (* 26. November 1911 in Mailand; † 10. November 1984 in Brescia) war ein italienischer, figürlicher Maler und Grafiker.

## Leben
Luigi Martignon interessierte sich schon in seiner Jugend für Zeichnen und Malerei und besuchte erst die Scuola Superiore di Pittura (Schule der Malerei) und ab 1933 die Accademia di Belle Arti di Brera in Mailand. Er studierte unter der Leitung von Aldo Carpi und Benvenuto Disertori und machte 1937 seinen Studienabschluss mit einem Preis der gleichen Akademie.
Er widmete sich der künstlerischen Tätigkeit und nahm an Ausstellungen in Mailand teil sowie an den Vorauswahlen der Prelittoriali
und dann an den Ausstellungen von Littoriali della Cultura e dell’Arte in Florenz (1934),
Rom (1935) und Venedig (1936).
1936 stellte er in Sterzing aus;
später nahm er an Ausstellungen im Palazzo della Permanente und Castello Sforzesco in Mailand teil, wo er den zweiten Preis des 1937 ausgeschriebenen Wettbewerbs gewann.
Er stand den Malern nahe, die sich dann in der Gruppe Corrente trafen, insbesondere Bruno Cassinari, mit dem er eine lange künstlerische Reise durch die Toskana unternahm. Nach dem Militärdienst als Grenadieroffizier (1937–1938) zog er 1939 nach Deutschland.
Hier setzte er trotz der Schwierigkeiten des Krieges seine künstlerische Tätigkeit mit Einzelausstellungen 1943 in Schweidnitz (heute Swidnica, in Polen) und 1946 in Salzgitter-Lichtenberg fort.
1946 kehrte er nach Italien zurück. Von schwerem Kummer um seine Familie heimgesucht, zog er sich weitgehend aus der Öffentlichkeit zurück und beschränkte sich auf den gelegentlichen Besuch von Künstlerveranstaltungen wie die Teilnahme an der III Mostra d’Arte Contemporanea im Palazzo Reale von Mailand im Jahr 1966.
Er setzte seine Tätigkeit als Maler und Grafiker in Brescia fort, wo er 1984 starb.

## Bildergalerie

Radierungen
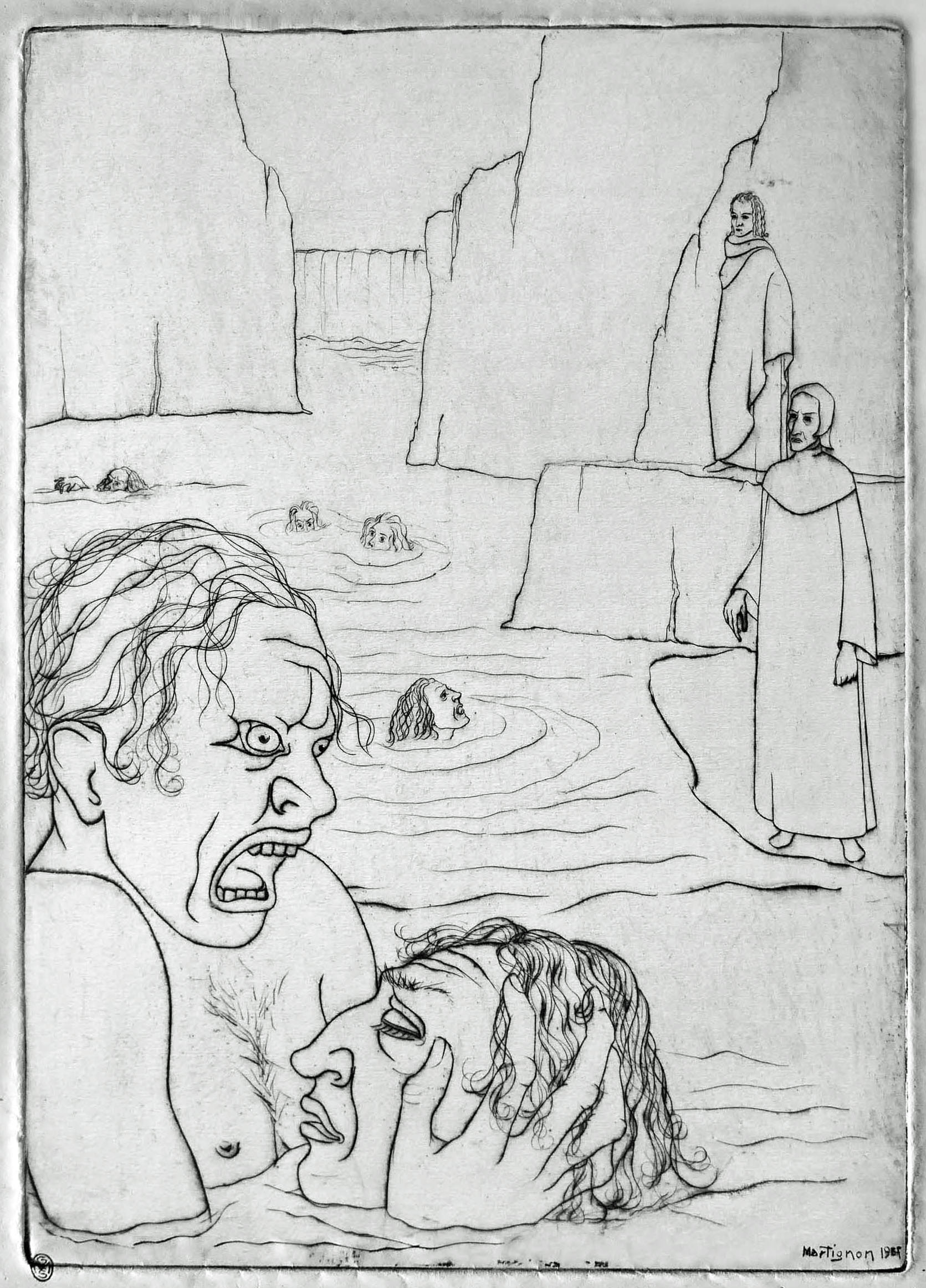
La bocca sollevò dal fiero pasto 1937
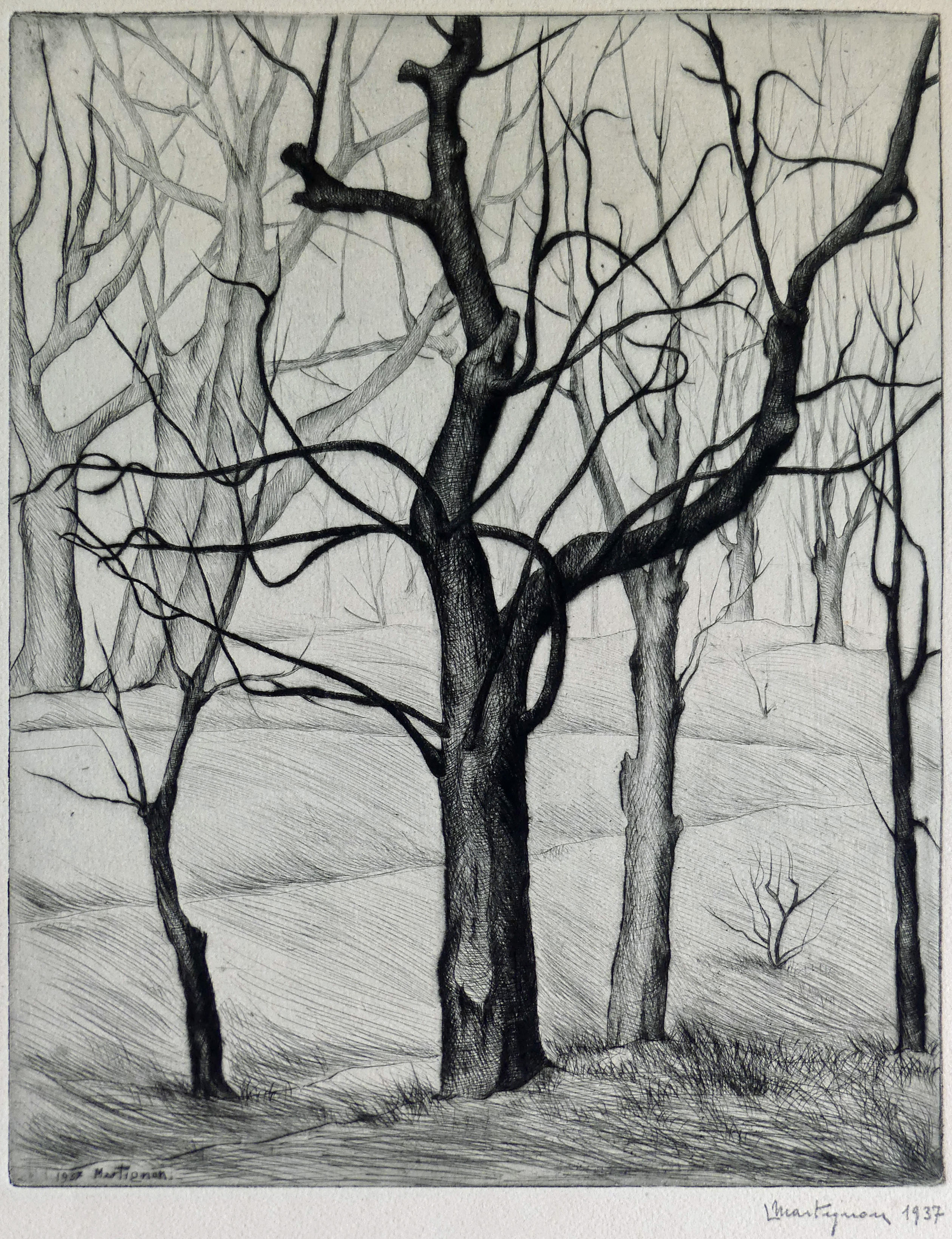
Piante 1937
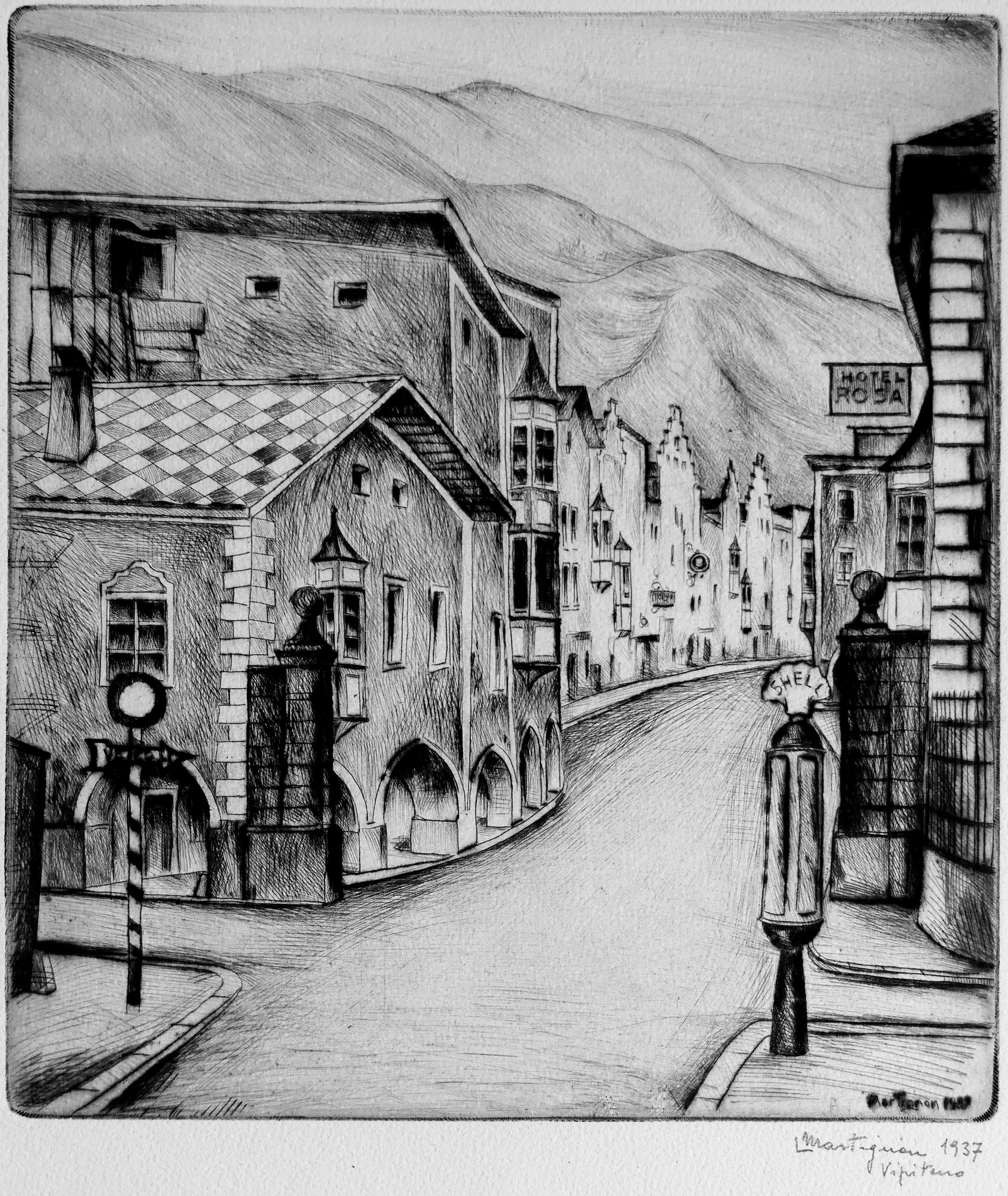
Vipiteno Via Città nuova – Sterzing Neustadt 1937

Ölgemälde
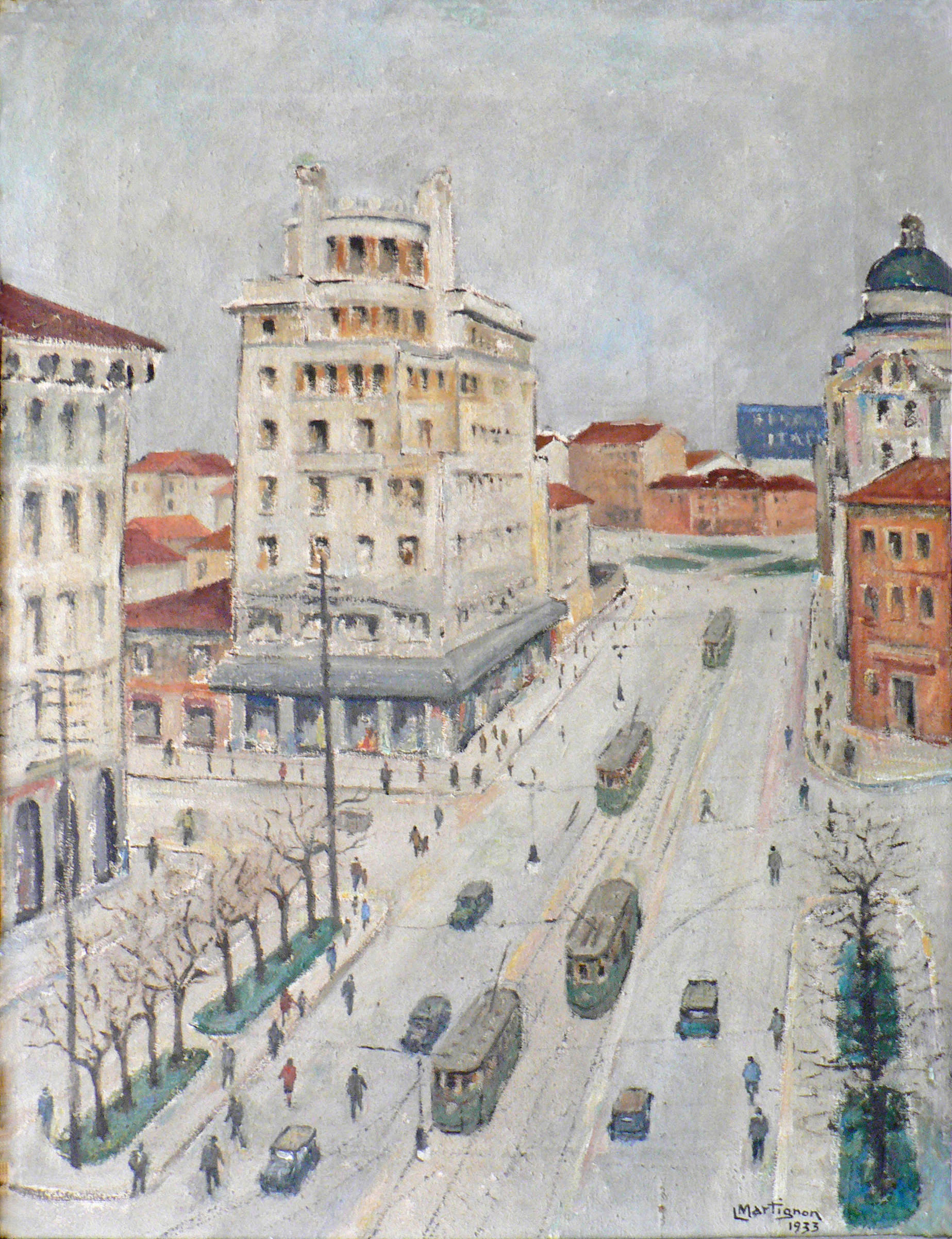
Milano Corso Buenos Aires 1933
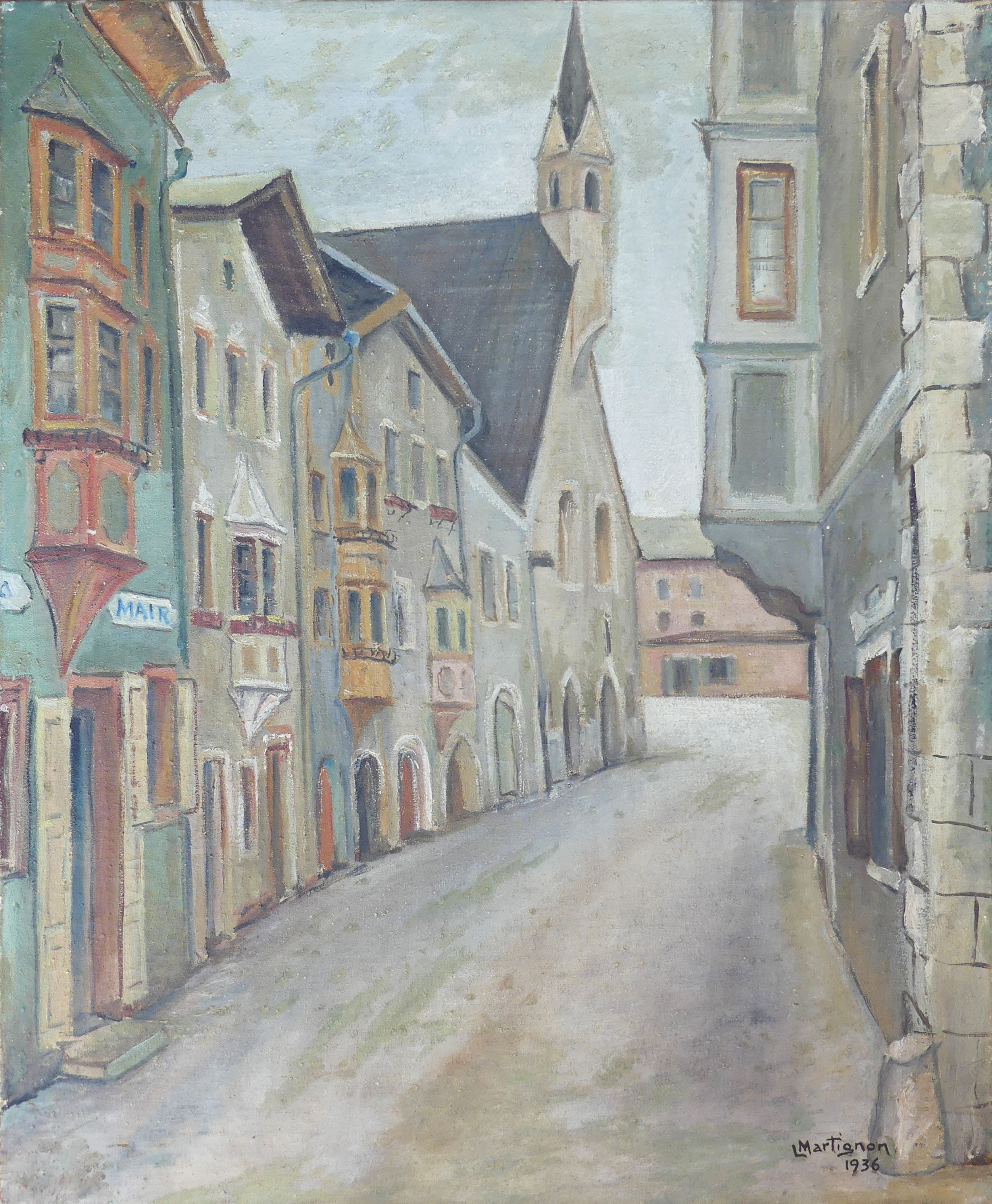
Vipiteno Via Citta vecchia - Sterzing Altstadt 1936
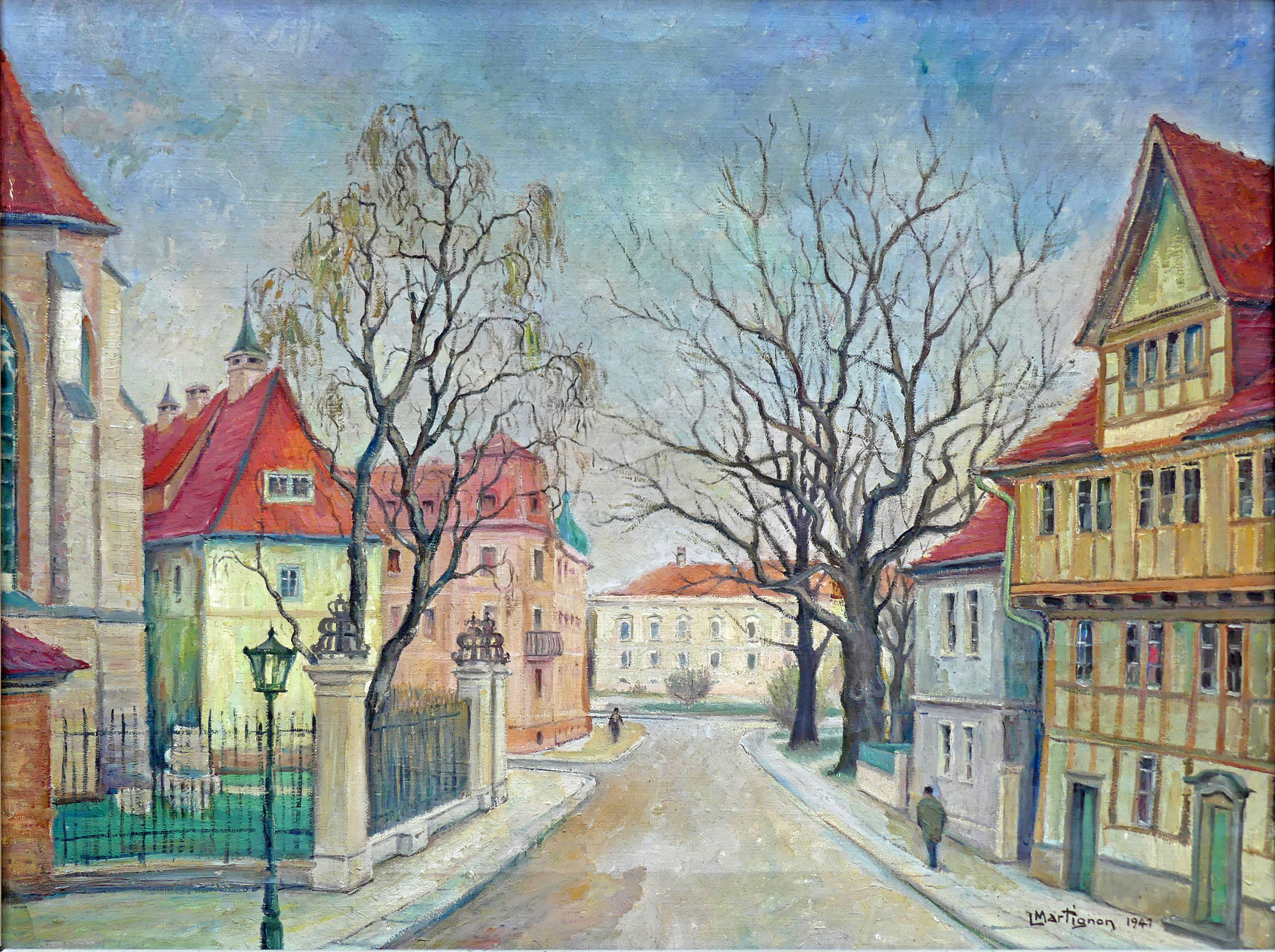
Braunschweig Hinter Ägidien 1941
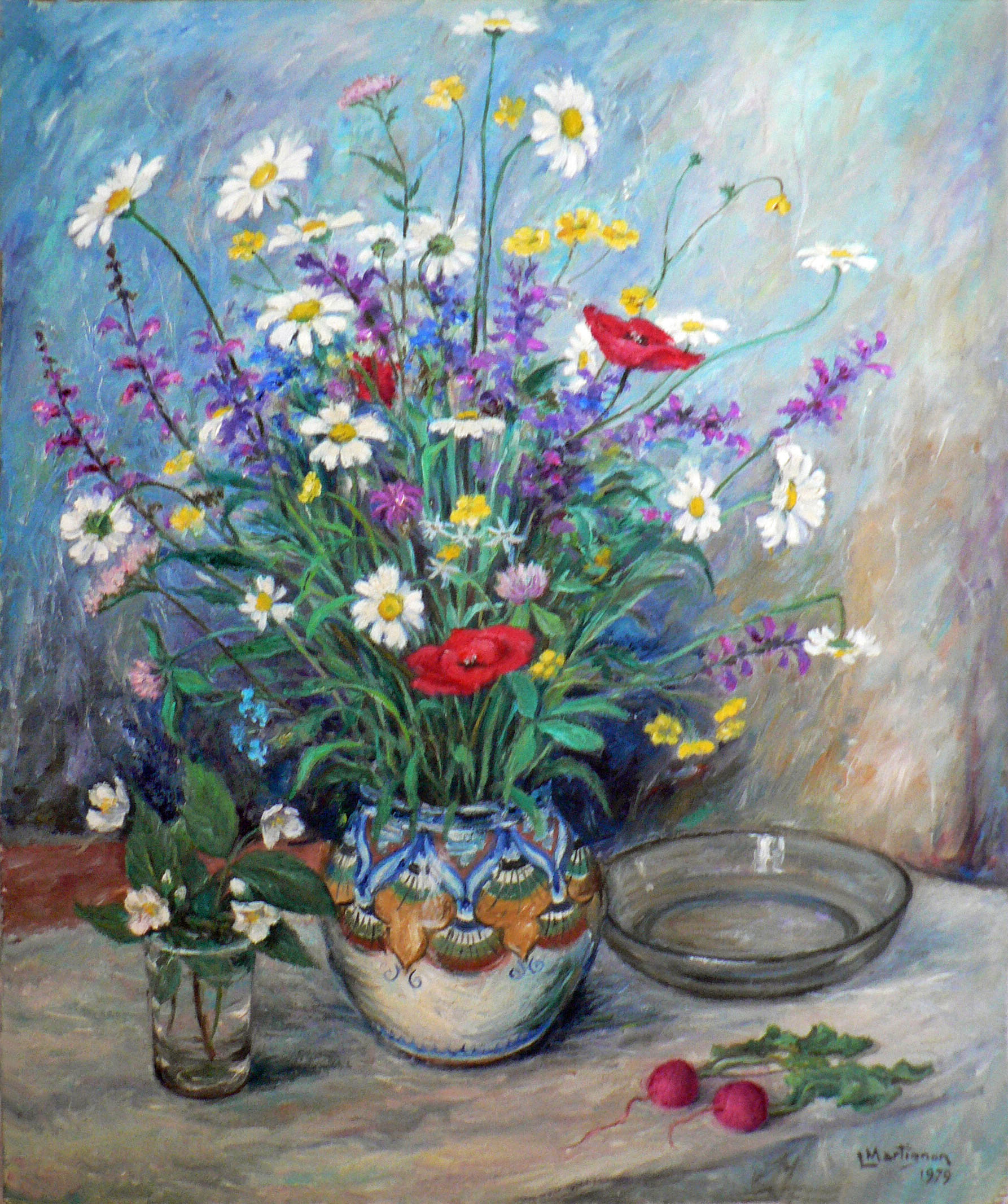
Fiori di campo 1979

Wasserfarbe
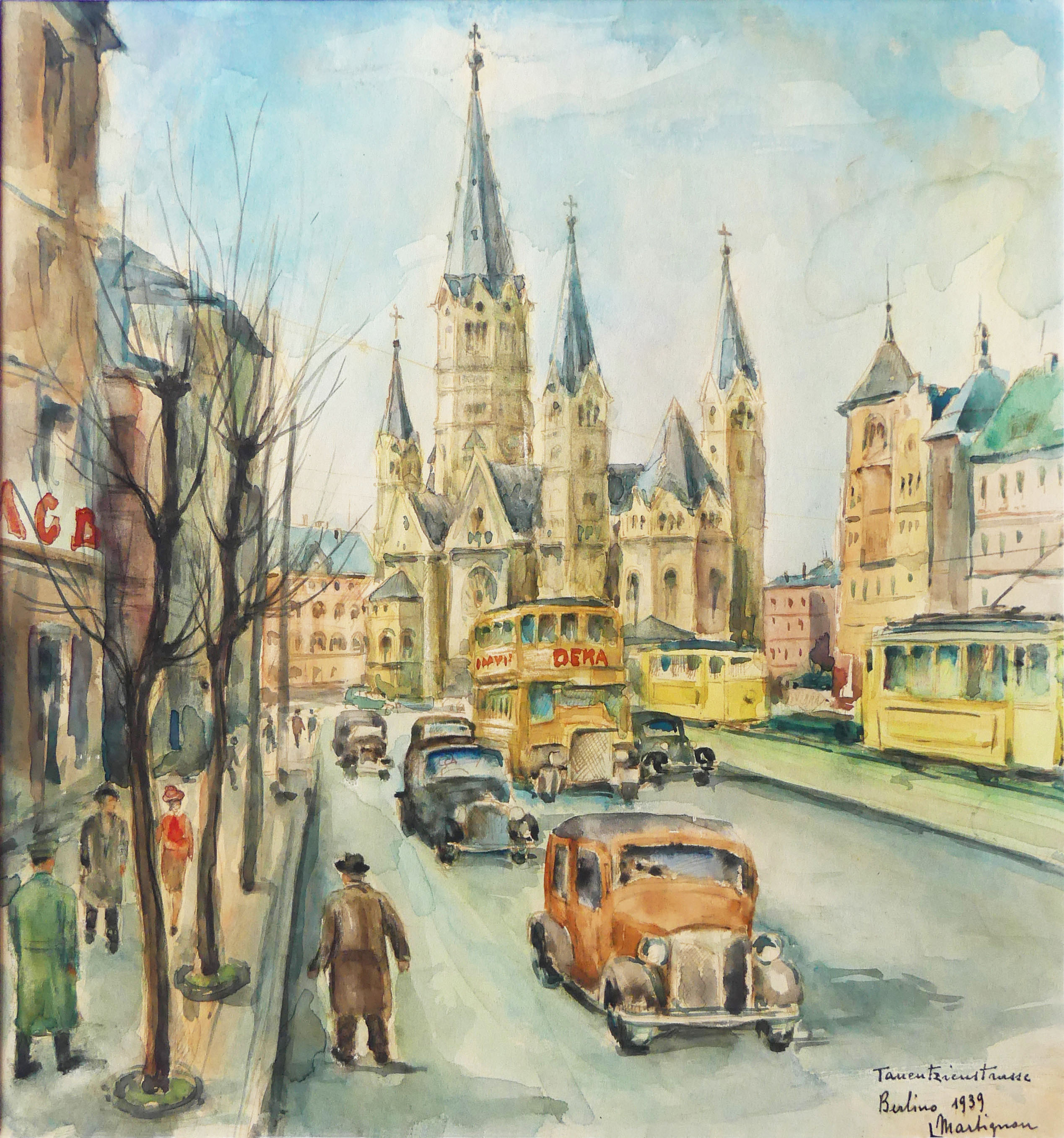
Berlin Tauentzienstrasse 1939
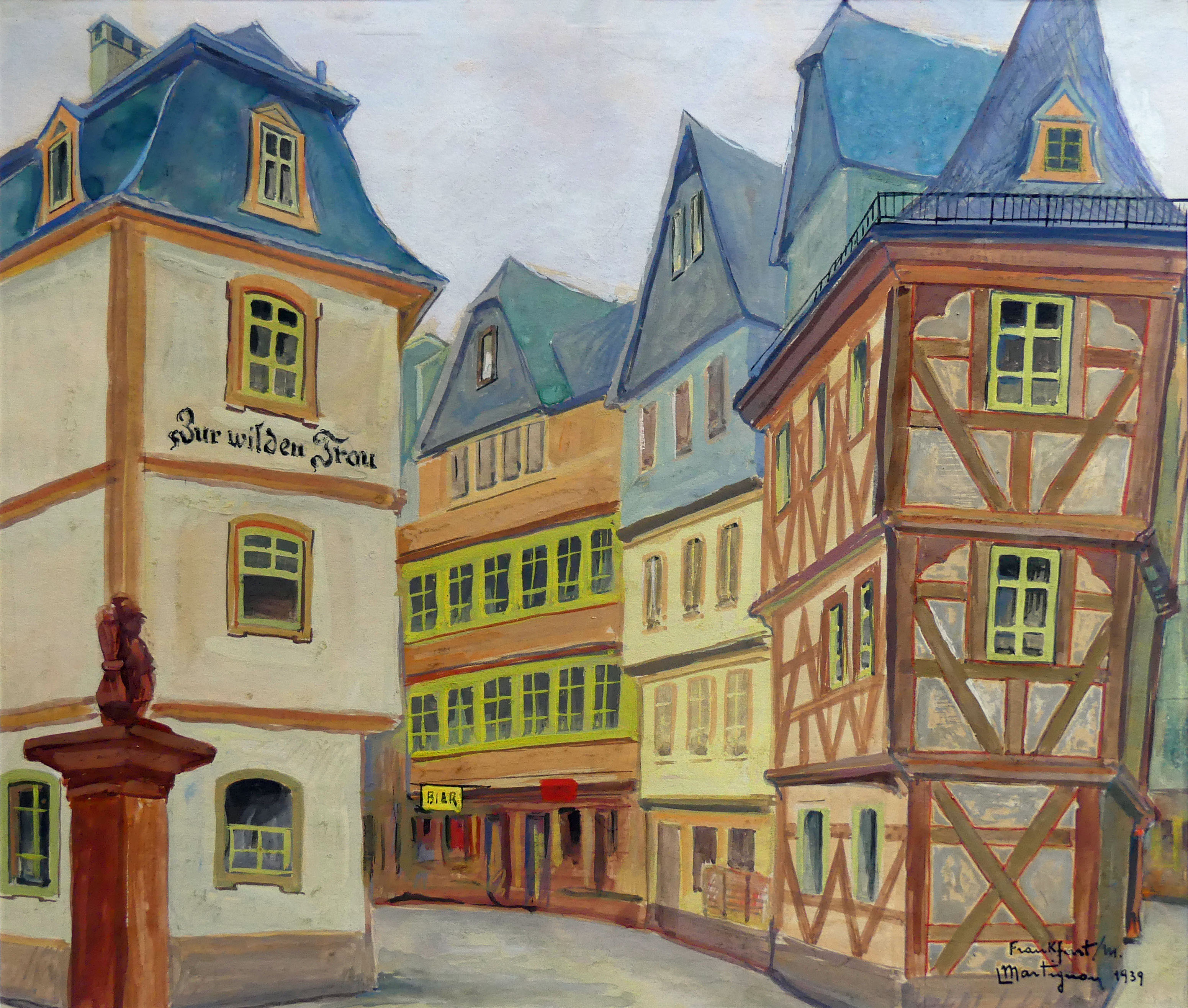
Zur wilden Frau 1939
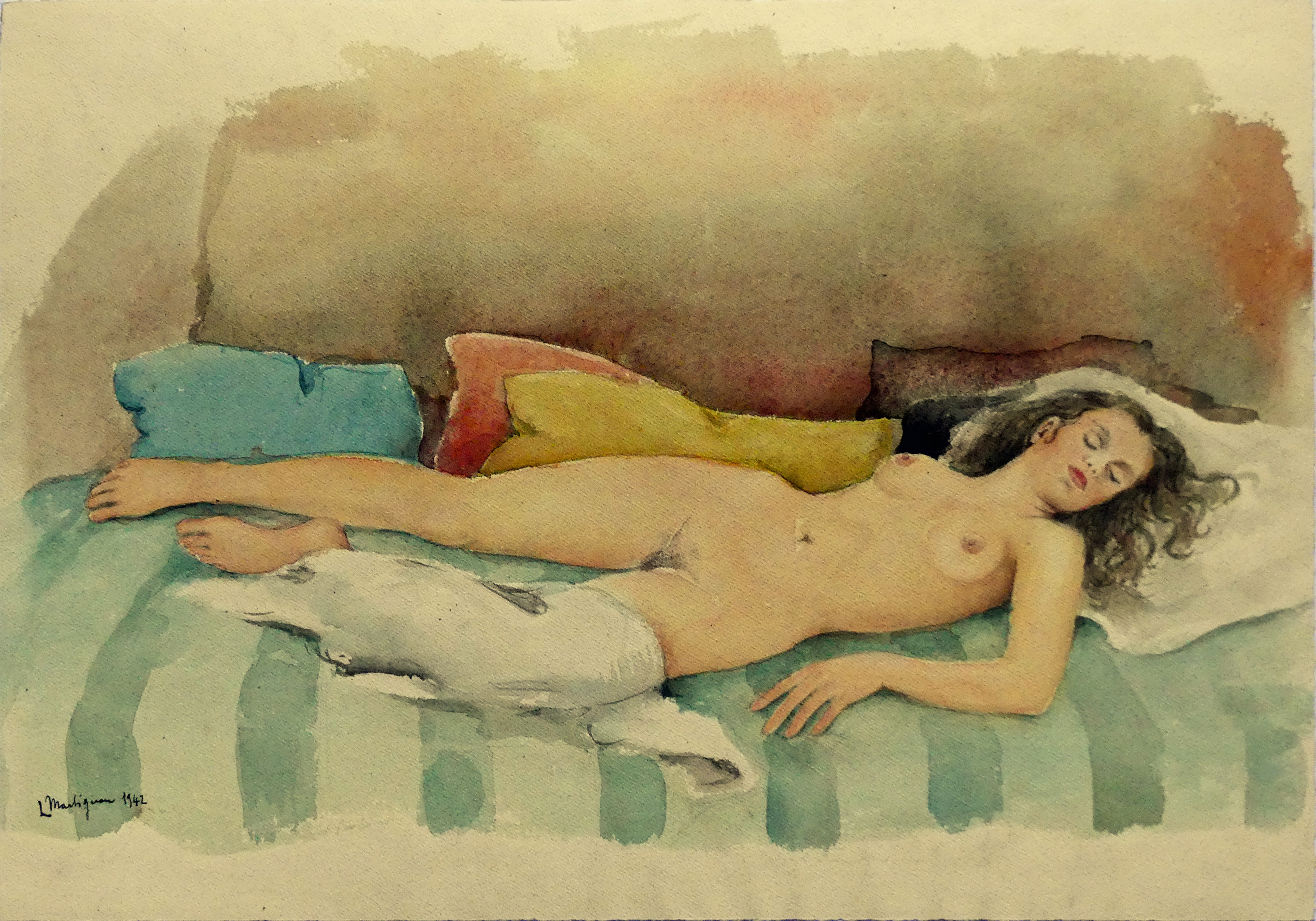
Nudo disteso 1942

- Radierungen
- La bocca sollevò dal fiero pasto
1937
- Piante
1937
- Vipiteno Via Città nuova – Sterzing Neustadt
1937

## Belege
1. ↑  La Terza mostra d’arte del G.U.F. di Milano. In: Corriere della Sera 25/2/1934, S. 3.
2. ↑  La IV Mostra Prelittoriali d’Arte. In: Corriere della Sera 19/1/1936, S. 3.
3. ↑  I Littoriali dell’arte. In: Libro e Moschetto 21/4/1934.
4. ↑  I Littoriali dell’Arte - Vigorose e geniali realizzazioni. In: La Sera 22/2/1936.
5. ↑  Italianità di spiriti e forme nelle Mostre d’arte dei Littoriali. In: Corriere della Sera 23/2/1936, S. 3.
6. ↑  Da Vipiteno - Una mostra di pittura al Museo In: Il Gazzettino 6/2/1936.
7. ↑  Una mostra di pittura contemporanea In: La Provincia di Bolzano 7/2/1936.
8. ↑  Eröffnung der Gemäldeausstellung In: Dolomiten 8/2/1936.
9. ↑  I vincitori del concorso In: Il Popolo d’Italia 31/5/1937.
10. ↑  I premiati al concorso di pittura In: Corriere della Sera 1/6/1937, S. 6.
11. ↑  III Mostra d’Arte Contemporanea 1966. Katalog.

| Personendaten    | Personendaten                    |
| ---------------- | -------------------------------- |
| NAME             | Martignon, Luigi                 |
| KURZBESCHREIBUNG | italienischer Maler und Grafiker |
| GEBURTSDATUM     | 26. November 1911                |
| GEBURTSORT       | Mailand, Italien                 |
| STERBEDATUM      | 10. November 1984                |
| STERBEORT        | Brescia, Italien                 |